# Soviéticos
Soviético era o gentílico dado aos naturais e naturalizados na União Soviética.
Os soviéticos eram, na realidade, todas as pessoas das antigas 15 Repúblicas Soviéticas. Entre elas, estão os russos, ucranianos, bielorrussos, cazaques, armênios, azeris, georgianos, moldavos, lituanos, estónios, letões, turquemenos, quirguizes, tajiques e uzbeques.